# Pegomya ulmaria
Pegomya ulmaria är en tvåvingeart som först beskrevs av Camillo Rondani 1866.  Pegomya ulmaria ingår i släktet Pegomya och familjen blomsterflugor. Inga underarter finns listade i Catalogue of Life.